# Кыртсмик, Кристиан
Кристиан Кыртсмик (эст. Christian Kõrtsmik; 7 февраля 1991, Таллин) — эстонский футболист, полузащитник.

## Биография
Воспитанник таллинского клуба «Реал». В 2007 году перешёл в таллинский «Калев», в котором начал взрослую карьеру. Дебютный матч в высшей лиге Эстонии сыграл 10 марта 2007 года против «Флоры», заменив на 66-й минуте Андрея Афанасова. Свой первый гол забил 28 апреля 2007 года в ворота «Аякса Ласнамяэ». Всего за три сезона в составе «Калева» сыграл 59 матчей и забил 5 голов в высшей лиге.
В 2010 году, после вылета «Калева» из высшей лиги, перешёл в другой столичный клуб — «Нымме Калью». В первом сезоне регулярно играл за клуб, провёл 24 матча и забил два гола в чемпионате. В 2011 году в первой половине сезона выступал только за дубль, а в июле был отдан в аренду в другой клуб высшей лиги — «Пайде ЛМ». В начале 2012 года вернулся в «Калев», который снова играл в элитном дивизионе, провёл на старте сезона три матча, после чего завершил профессиональную карьеру. В дальнейшем недолго играл на любительском уровне за клубы низших лиг.
Всего в высшем дивизионе Эстонии сыграл 101 матч и забил 8 голов.
Выступал за юношеские сборные Эстонии.